# یواس‌اس پرینستون (۱۸۵۱)
یواس‌اس پرینستون (۱۸۵۱) (به انگلیسی: USS Princeton (1851)) یک کشتی بود که طول آن 177’ 6” بود. این کشتی در سال ۱۸۵۱ ساخته شد.